# 陳美蓮
陳美蓮（英語：May Chan Mei-lin），是香港民主派人士，前香港元朗區議會慈祐選區議員，為人民力量前立法會議員陳偉業的盟友。

## 參與區議會選舉
2003年區議會選舉，慈祐選區人口估算約23,807人，其中有10,343位是選民，投票站設於道慈佛社楊日霖紀念學校和原屬天耀選區範圍的天水圍官立中學，議席由無黨派人士陳美蓮與民建聯成員黃祥光爭奪，最終陳美蓮以2,248票勝出。
2007年區議會選舉，當時選區人口估算約22,457人，其中有11,098位是選民，尋求連任的陳美蓮再度參選，再度遇上民建聯成員的挑戰，對手是嚴國強，最終陳美蓮以2,009票擊敗對手。
2011年區議會選舉，當時人口估算約21,596人，其中有12,697位是選民，陳美蓮再次參選，對手是報稱獨立的馬淑燕，最終陳美蓮以2,459票擊敗取得2,069票的馬淑燕，再次成功連任。
2015年區議會選舉，尋求連任的陳美蓮再度參選，對手是民建聯成員程容輝，最終陳美蓮以2,438票擊敗取得1,345票的程容輝，再次成功連任。
2019年區議會選舉，陳美蓮在反送中運動推高投票率下，她以4,238票，過千票之差擊敗對手連任區議員。
2021年10月8日區議員宣誓後，政府晚上宣布元朗區議會所有出席的民主派議員，宣誓資格存疑，要求提供額外資料解釋。陳其後於10月11日宣佈辭任（而政府於10月21日宣佈其他宣誓資格存疑的議員須離任。)。

## 外部連結
- 陳美蓮的Facebook專頁

| 議會席位      | 議會席位                                 | 議會席位    |
| ------------- | ---------------------------------------- | ----------- |
| 前任： 李錦文 | 元朗區議員慈祐選區 2004年—2021年10月10日 | 繼任： 懸空 |